# متیو بارنز هومر
متیو بارنز هومر (انگلیسی: Matthew Barnes-Homer؛ زادهٔ ۲۵ ژانویهٔ ۱۹۸۶) بازیکن فوتبال اهل بریتانیا است.
از باشگاه‌هایی که در آن بازی کرده‌است می‌توان به باشگاه فوتبال کمبریج یونایتد، باشگاه فوتبال مکلسفیلد تاون، باشگاه فوتبال لوتون تاون، باشگاه فوتبال وایت‌هاوک، باشگاه فوتبال نانیتون تاون، باشگاه فوتبال روچدیل، باشگاه فوتبال کیدرمینستر هاریرس، باشگاه فوتبال اوسترشوندس، باشگاه فوتبال فارن‌بورو، باشگاه فوتبال تاموورث، باشگاه فوتبال فارست گرین راورز، باشگاه فوتبال وایکام واندررز، و باشگاه فوتبال آلدرشات تاون اشاره کرد.
وی همچنین در تیم ملی فوتبال England C بازی کرده‌است.